# 拓樸交換群
在數學上，拓樸交換群（英語：Topological abelian group）是一類同時是拓樸群和交換群的群；換句話說，一個拓樸群同時是群和拓樸空間，在其中這群的運算是連續的，而其二元運算則滿足交換律。
適用於拓樸群也可用於拓樸交換群上，但拓樸交換群上可做的更多。特別地，局部緊拓樸交換群大量出現在調和分析的研究中。